# Hybridbatterie
Eine Hybridbatterie ist, nach ihrem Einsatz benannt, ein spezieller Akkumulator, der als Energiespeicher für Hybridfahrzeuge benutzt wird. Auch Stromquellen, die unterschiedliche Technologien kombinieren, beispielsweise die Kombination von Direktmethanolbrennstoffzellen und Lithium-Polymer-Akkumulatoren, werden so benannt, sind jedoch nicht Thema dieses Artikels.

## Eigenschaften
An Hybridantriebsbatterien werden spezielle Anforderungen gestellt. Sie müssen bei geringer Größe in kurzer Zeit sehr große Energiemengen abgeben und aufnehmen können (leistungsoptimiert) und sollen bei wirtschaftlichen Preisen eine lange Lebensdauer haben. Da herkömmliche, auf dem Markt vorhandene Batterien ebenso wie die energieoptimierten (hochkapazitiven) Antriebsbatterien für Elektroautos für diesen Zweck nicht geeignet sind, wurden in den 1990er Jahren für Hybridfahrzeuge spezielle Batterien entwickelt.
Der weltgrößte Hersteller Panasonic entwickelte gemeinsam mit Toyota beispielsweise für den 1997 erschienenen Toyota Prius eine Hybridbatterie auf Basis von Nickel-Metallhydrid-Zellen. Nickel-Metallhydrid-Zellen sind patentrechtlich geschützt und wurden ab 10 Ah für Kraftfahrzeuge nur vom amerikanischen Hersteller Cobasys hergestellt. Panasonic wurde von Cobasys verklagt und musste die Produktion von 95-Ah-Nickel-Metallhydrid-Zellen für den Toyota RAV4-EV und andere Fahrzeuge einstellen. Bevor Cobasys 2009 an ein Joint-Venture von Samsung und Bosch verkauft wurde, war es ein Tochterunternehmen des Ölmultis Chevron, bei dem die Patentrechte verblieben.
Von anderen Herstellern, beispielsweise Automotive Energy Supply (AESC), werden spezielle Lithium-Ionen-Akkumulatoren für Hybridfahrzeuge entwickelt. Mit Anoden aus amorphem Kohlenstoff sind diese Zellen für Hybridfahrzeuge strombelastungsoptimiert, so dass bei kleinen Zellgrößen bei der Antriebsunterstützung oder Rekuperation hohe Stromstärken möglich sind.
Auch bei den aktuellen Entwicklungen der Lithium-Ionen-Akkumulatoren stehen die Entwickler vor dem Zielkonflikt, entweder eine möglichst hohen Energiedichte (hohe Kapazität, hohe Reichweite) oder eine hohe Leistungsdichte (hohe Belastbarkeit, geringster Innenwiderstand, Ladefähigkeit) anzustreben. Beste Werte bei allen gewünschten Eigenschaften sind nicht gleichzeitig zu erreichen.
So führte der Einsatz einer neuen Traktionsbatterie mit höherer Kapazität beim Nissan Leaf zum Rapidgate (Verringerung der Ladeleistung bei mehreren Schnellade-Vorgängen innerhalb kurzer Zeit), da hochkapazitive Zellen meist einen höheren Innenwiderstand aufweisen und sich daher bei höheren Strömen deutlich stärker erwärmen.
Sowohl die Elektrodenmaterialien, als auch die Elektrolyte werden speziell für die Einsatzzwecke optimiert und weiterentwickelt, wobei sich die Anwendungsbereiche der verschiedenen Zellen durch die heute erreichten Kenndaten überlappen können.
So wurden im Hyundai Ioniq der ersten Generation hochstromfähige Zellen für die Traktionsbatterie eingesetzt. Diese Batterie wies zwar nur ca. 28 kWh Energiegehalt auf, konnte aber über einen sehr weiten Bereich mit hohem Strom (etwa 70 kW, also 2,5C) geladen werden. Das spätere Modell mit 38 kWh Energiegehalt im gleichen Gehäuse erreicht nur geringere Laderaten (etwa. 45 kW, also 1,2C).